# Ruizodendron ovale
Ruizodendron ovale (Ruiz & Pav.) R.E.Fr. – gatunek rośliny z monotypowego rodzaju Ruizodendron w obrębie rodziny flaszowcowatych (Annonaceae Juss.). Występuje naturalnie w Peru oraz Boliwii. 

## Morfologia
PokrójZimozielone drzewo dorastające do 25 m wysokości. Młode pędy są owłosione.
LiścieNaprzemianległe. Mają kształt od owalnego do eliptycznego. Nasada liścia jest zaokrąglona lub zbiega po ogonku. Blaszka liściowa jest całobrzega o tępym wierzchołku.
KwiatyPromieniste, obupłciowe, pojedyncze, rozwijają się w kątach pędów. Mają 3 wolne i nakładające się na siebie działki kielicha. Płatków jest 6, zebrane w dwóch okółkach, są wolne, nakładają się na siebie. Kwiaty mają liczne wolne pręciki. Zalążnia górna zbudowana z licznych, wolnych owocolistków.

## Biologia i ekologia
Rośnie w lasach pierwotnych.